# 安庆蜥属
安庆蜥(学名:Anqingosaurus brevicephalus)，是一种已灭绝的变色龙，生活于古新世中期的中国安徽。
现时它们被归类至避役科，但仍具争议。如果它们真属于避役科，那么它们是已知年代最古老的变色龙之一。